# Ben Federspiel
Ben Federspiel (Luxemburg, 18 mei 1981) is een Luxemburgs voetballer, die als verdediger speelt.

## Clubcarrière
Federspiel speelde in het jaar 1999/2000 voor de Luxemburgse voetbalclub FC Lorentzweiler. Daarna vertrok hij naar de Luxemburgse voetbalclub Etzella Ettelbruck, gevolgd door CS Grevenmacher. In de zomer van 2010 keerde Federspiel terug bij FC Lorentzweiler.

## Interlandcarrière
Federspiel speelde tussen 2002 en 2006 voor de nationale ploeg. Hij maakte zijn debuut op 20 november 2002 in de vriendschappelijke wedstrijd in Hesperange tegen Kaap Verdië (0-0). Zijn 26ste en laatste optreden was op 6 september 2006 in de vriendschappelijke thuiswedstrijd tegen Letland (0-0).